# Nervijuncta wakefieldi
Nervijuncta wakefieldi är en tvåvingeart som först beskrevs av Edwards 1921.  Nervijuncta wakefieldi ingår i släktet Nervijuncta och familjen hårvingsmyggor. Inga underarter finns listade i Catalogue of Life.